# آلیانتس

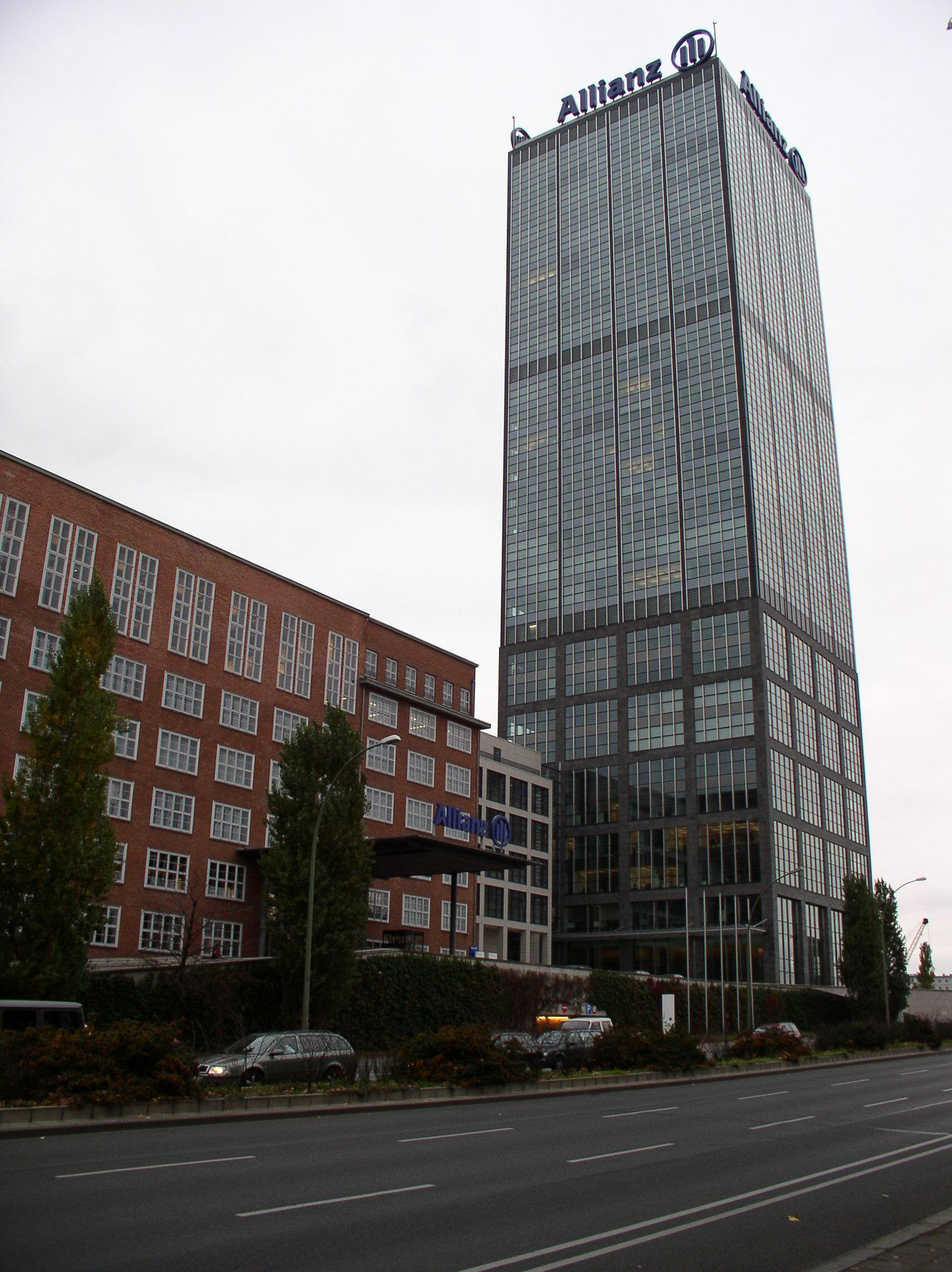
شعبه برلین شرکت آلیانتس

آلیانتس (به آلمانی: Allianz) شرکت خدمات مالی آلمانی است، که دفتر مرکزی آن در شهر مونیخ قرار دارد. این شرکت فعالیت‌های اقتصادی فراوانی دارد، اما تمرکز اصلی آن بر ارائه خدمات بیمه معطوف می‌باشد.
در سال ۲۰۱۰ شرکت آلیانتس دوازدهمین شرکت بزرگ خدمات مالی در جهان بود و در فهرست سال ۲۰۱۰ مجله فوربس در رتبه ۲۳ از بزرگترین شرکت‌های جهان قرار داشت.
فعالیت‌های اقتصادی آلیانتس، به ۵ بخش تقسیم می‌شوند، که هر بخش تحت یک شرکت تابعه، با مدیریت مستقل، اداره می‌شود. شاخه‌ای از این شرکت که شرکت سرمایه‌گذاری جهانی آلیانتس نام دارد، با سرمایه در گردشی معادل ۱٫۱۳۱ میلیارد یورو، به‌عنوان یکی از ۵ شرکت بزرگ در حوزه مدیریت سرمایه‌گذاری، در جهان شناخته می‌شود.
از شرکت‌های تابعه آلیانتس می‌توان به آلیانتس لایف، پیمکو، آلیانتس فرانسه، فایرمنز فاند و درسدنر بانک اشاره نمود. شرکت آلیانتس در سال ۲۰۰۸ درسدنر بانک را به کومرتس‌بانک فروخت و این دو بانک باهم ادغام شدند، که پس از آن، آلیانتس ۱۴٪ از سهام کومرتس‌بانک را بدست آورد.
دفتر مرکزی شرکت بیمه آلیانتس در شهر مونیخ قرار دارد و سهام آن نیز در بازار بورس نیویورک و بورس فرانکفورت معامله می‌شود. این شرکت هم‌اکنون به‌عنوان سومین شرکت خدمات مالی و بانکداری جهان شناخته می‌شود. از سال ۲۰۰۳ تاکنون، مایکل دیکمان مدیرعامل آلیانتس می‌باشد.

## تاریخچه

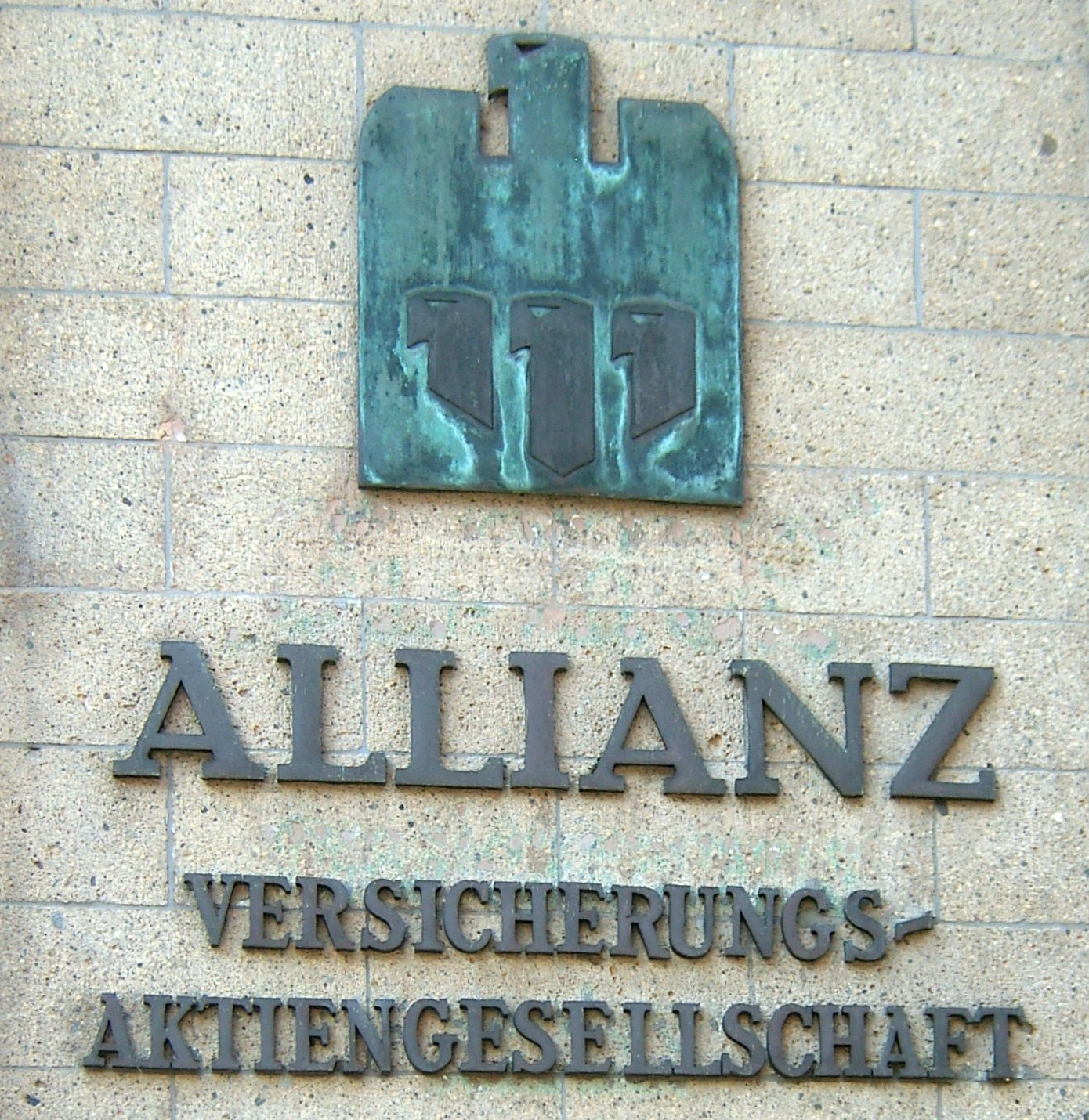
لوگوی شرکت آلیانز که در سال ۱۹۲۳ توسط کارل شولپیگ طراحی شد

آلیانتس در ۵ فوریه ۱۸۹۰، توسط کارل فون تیمه (اهل ارفورت، که پدرش مدیر تورینگن بود) و ویلهلم فون فینچ (مالک شرکت "فینچ")، در شهر برلین تأسیس شد. نخستین فعالیت این شرکت، در زمینه ارائه خدمات بیمه تصادفات بود. این شرکت در اواخر قرن ۱۹ میلادی نخستین گام برای تبدیل‌شدن به یک شرکت بین‌المللی را با افتتاح شعبه‌ای در شهر لندن آغاز نمود.
سال‌های نخست قرن بیستم مصادف با شکوفایی شرکت آلیانتس بود. در سال ۱۹۰۴ پل ون ناهر سکان رهبری این شرکت را در دست گرفت و در اولین اقدام، شعبه آلیانتس ایالات متحده آمریکا را راه‌اندازی کرد. پس از دست‌یابی به بازار بیمه ایالات متحده، شعبه‌های این شرکت را در چندین کشور دیگر نیز دایر نمود و تا سال ۱۹۱۴ شرکت آلیانتس در کشورهای ایتالیا، هلند، بلژیک، فرانسه، کشورهای حوزه دریای بالتیک و کشورهای حوزه اسکاندیناوی دارای دفاتر خدمات بیمه بود، همچنین به‌عنوان بزرگترین شرکت بیمه آلمان نیز شناخته می‌شد.
در سال ۱۹۱۸ آلیانتس نخستین شرکتی بود که خدمات بیمه خودرو را ارائه کرد. در طول دهه ۱۹۲۰ و دهه ۱۹۳۰ میلادی، توسعه آلیانتس همچنان ادامه یافت و شرکت وارد بازارهای فلسطین، قبرس، عراق، چین، هند شرقی هلند و سری‌لانکا شده بود.
در ۱۹۲۱ پل ون ناهر درگذشت و کورت اشمیت به مدیرعاملی آلیانتس منصوب شد. در ۱۹۲۲ این شرکت برای نخستین بار خدمات بیمه عمر را عرضه کرد. در ابتدای دهه ۱۹۳۰ در پی خریداری شرکت‌های بیمه اشتوتگارت ورین و شرکت فاواگ، سپس ادغام آن‌ها، آلیانتس به بزرگترین شرکت خدمات بیمه اروپا تبدیل شد.
در طول جنگ جهانی دوم ساختمان مرکزی آلیانتس کاملا تخریب شد و دفتر مرکزی آن به مونیخ منتقل گردید. پس از پایان جنگ در سال ۱۹۴۵ به‌علت شکست آلمان و تقسیم آن به دو بخش غربی و شرقی، این شرکت تا مرز ورشکستگی پیش رفت و عملاً تا سال ۱۹۷۹ تنها موفق به خریداری دارایی‌های پیشین خود در ایتالیا و اتریش شده بود، که در زمان شکست آلمان، به نیروهای متفقین واگذار شده بود!
دوران شکوفایی مجدد شرکت آلیانتس از دهه ۱۹۷۰ آغاز شد و در اوایل دهه ۱۹۸۰ آلیانتس به بازارهای بریتانیا، هلند، اسپانیا، برزیل و ایالات متحده آمریکا راه یافته بود. در دهه ۱۹۹۰ آلیانتس با تأسیس شعبه مجارستان خود، عملاً بر ۸ کشور اروپای شرقی و با خریداری شرکت بیمه جنرال دو فرانس، کاملاً بر بازار بیمه اروپا مسلط شد.
در ماه آوریل سال ۲۰۰۱ شرکت آلیانتس اقدام به خریداری ۸۰٪ درصد از درسدنر بانک، به مبلغ ۲۰ میلیارد دلار نمود. در سال ۲۰۰۲ مایکل دیکمان به ریاست آلیانتس آگ منصوب شد. در ۳۱ اوت ۲۰۰۸ کومرتس‌بانک ۶۰٪ درصد از سهام درسدنر بانک را، با مبلغ ۱۴٫۴ میلیارد دلار از آلیانتس خرید. در ژانویه ۲۰۰۹ نیز باقی‌مانده سهام درسدنر بانک توسط کومرتس‌بانک به ارزش ۵٫۵ میلیارد یورو خریداری شد و آلیانتس درازای واگذاری کامل درسدنر بانک، مالکیت ۱۴٪ از سهام کومرتس‌بانک را نیز بدست آورد.

## فعالیت‌های اقتصادی

کشورهایی که آلیانز در آن‌ها فعال می‌باشد

آلیانتس، در بیش از ۷۰ کشور فعالیت‌های اقتصادی دارد. شمار کارکنان این شرکت، بیش از ۱۸۰٫۰۰۰ نفر است. شعبه مرکزی آلیانز در مونیخ، آلمان قرار دارد. آلیانز بیش از ۶۰ میلیون مشتری در سراسر جهان داشته و خدمات این شرکت، شامل: بیمه اموال، بیمه تلفات، بیمه عمر، بیمه بهداشت و درمان می‌باشد. آلیانز همچنین به مدیریت دارایی نیز اشتغال دارد.

### استرالیا
آلیانز استرالیا، در عمل در سراسر استرالیا و نیوزیلند فعالیت می‌نماید. این شرکت از طریق شرکت‌های تابعه خود، انواع خدمات بیمه را ارائه می‌دهد.
شرکت‌های زیرمجموعه آلیانز استرالیا عبارتند از:
- شرکت کلاب مارین
- شرکت سرمایه‌گذاری آلیانز
- شرکت بیمه پرمیوم فاندینگ

### بلژیک
آلیانز در کشور بلژیک، تحت نام آلیانز بلژیک فعالیت می‌نماید. این شرکت پیش‌تر آ.جی. اف بلژیک نام داشت، که در تاریخ ۲۹ نوامبر ۲۰۰۷ به آلیانز بلژیک تغییر نام داد.

### بلغارستان
آلیانز بانک بلغارستان، واحد تجاری آلیانز در این کشور است، که یک بانک بین‌المللی می‌باشد. دفتر مرکزی آن در شهر صوفیه قرار دارد.
این بانک، در سال ۱۹۹۷ تأسیس شد. در ۱۳ اکتبر ۲۰۰۳ نام بانک، از بانک تجاری سرمایه‌گذاری بلغارستان، به آلیانز بانک بلغارستان، تغییر یافت. آلیانز بانک بلغارستان، محصولات خود را در بیش از صد شعبه و دفتر، در سراسر کشور بلغارستان ارائه می‌نماید.

### کانادا
آلیانز در اوایل دهه ۱۹۹۰ میلادی وارد بازار بیمه کانادا شد. شرکت آلیانز از طریق کسب چندین شرکت بیمه آمریکای شمالی، مانند شرکت فایرمنز فاند؛ آمریکا و کانادا و چندین شرکت دیگر، وارد این بازار شد. سپس همه آن‌ها را با هم ادغام کرده و شرکت آلیانز کانادا را تأسیس نمود. آلیانز کانادا پس از چند سال ناکامی در بازار بیمه کانادا، در سال ۲۰۰۴ که این شرکت، تنها ۲٪ از بازار بیمه کانادا را در اختیار داشت، فعالیت‌های خود در این کشور را متوقف کرد؛ ولی دفتر این شرکت، در شهر تورنتو را حفظ نمود.

### آلمان
آلیانز، طیف گسترده‌ای از خدمات بیمه را از طریق شرکت تابعه آلیانز آلمان، در کشور آلمان، ارائه می‌دهد. این شرکت بخش اعظم بازار بیمه این کشور را در اختیار دارد.

### هند
آلیانز هند، در درجه اول، از طریق شرکت بیمه باجاج آلیانز، که یک سرمایه‌گذاری مشترک بین شرکت آلیانز و شرکت باجاج می‌باشد، فعالیت می‌نماید. باجاج آلیانز، حدود ۱۲۰۰ شعبه در سراسر هند دارد و به ارائه خدمات بیمه، از جمله بیمه‌های سلامت، عمر، کودک و بازنشستگی اشتغال دارد.

### اسلواکی

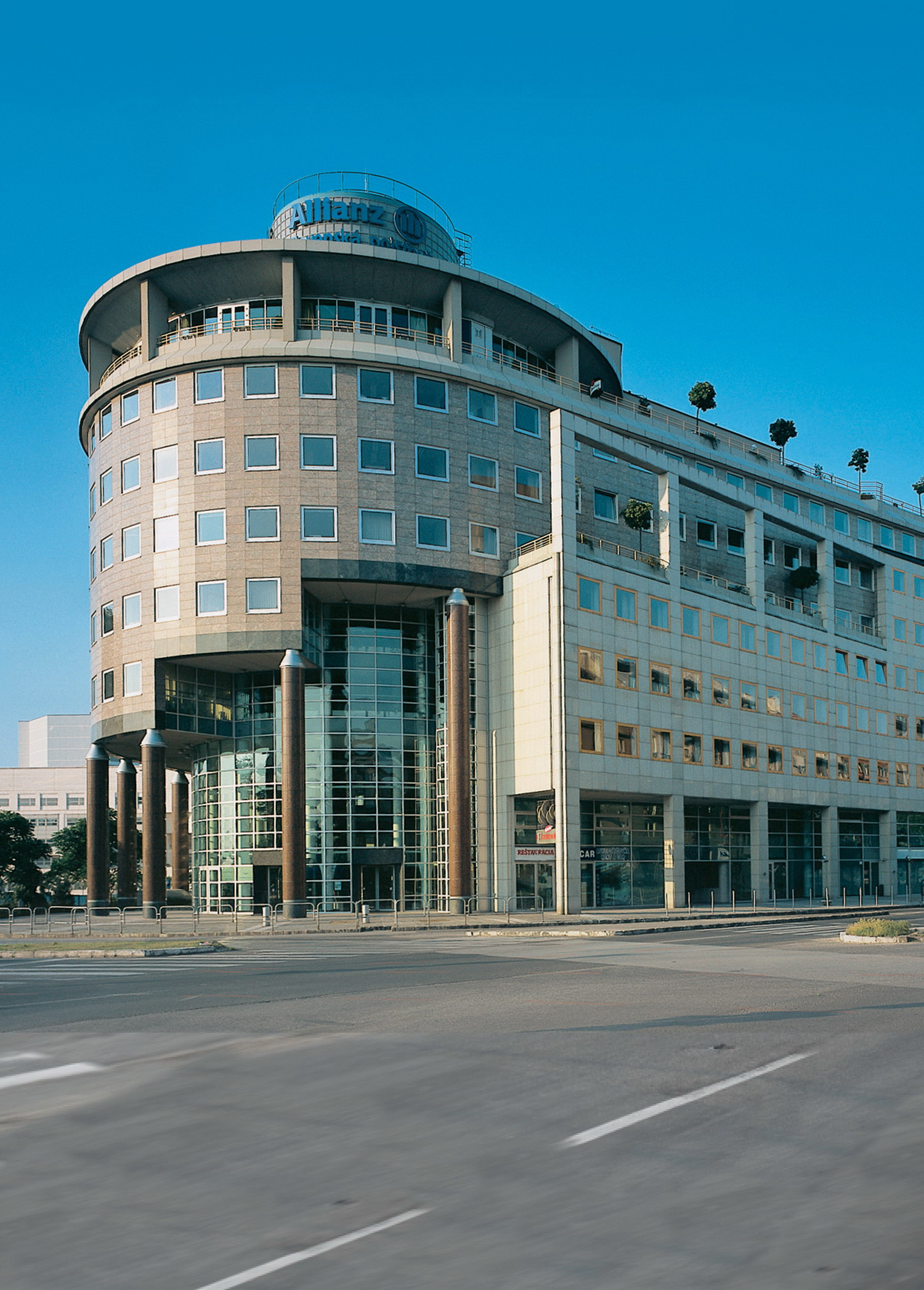
دفتر مرکزی آلیانز اسلواکی در شهر براتیسلاوا

آلیانز فعالیت‌های خود را در سال ۱۹۹۳ در اسلواکی آغاز نمود؛ ولی شرکت تابعه اولیه، هرگز قادر به دستیابی به اکثریت بازار بیمه این کشور نبود. سپس در سال ۲۰۰۱ آلیانز، موفق شد؛ شرکت بیمه اسلواکی که یک شرکت دولتی بود را خریداری نماید. این شرکت در آن زمان گرفتار سوء مدیریت سیاسی بود، ولی با این حال در حدود ۵۰٪ از بازار بیمه اسلواکی را در اختیار داشت. در حال حاضر آلیانز در کشور اسلواکی در حال رقابت با شرکت‌هایی مثل آکسا و آرگون می‌باشد. پس از ادغام دو شرکت آلیانز و شرکت بیمه اسلواکی، آلیانز توانست بخش اعظم بازار بیمه این کشور را در اختیار بگیرد.

### بریتانیا
آلیانز مالک شرکت بیمه بریتانیایی، بنام شرکت کورن‌هیل می‌باشد، که پس از خریداری کلیه سهام آن، هر دو شرکت با هم ادغام شدند و پس از آن، شرکت تازه تأسیس، به شرکت بیمه آلیانز کورن‌هیل تغییر نام داد. سپس در تاریخ ۳۰ آوریل ۲۰۰۷ نام آن به شرکت بیمه آلیانز تغییر یافت. آلیانز پیش‌تر مالک کلین‌ورت بنسون بود، زمانی که درسدنر بانک را خریداری نمود، این شرکت را، که از شرکت‌های تابعه این بانک بود، نیز به دست آورد. بعدها آن را با «درسدنر بانک» ادغام کرد و شرکت سرمایه‌گذاری درسدنر کلین‌ورت را تأسیس نمود.

### ایالات متحده
فعالیت‌های شرکت آلیانز به صورت فزاینده‌ای، در حال رشد در بازارهای بیمه ایالات متحده آمریکا، می‌باشد. شرکت‌های تابعه آلیانز، که در ایالات متحده فعالیت می‌نمایند؛ عبارتند از: شرکت بیمه آلیانز آمریکای شمالی، شرکت آلیانز جهانی و شرکت فایرمنز فاند. شرکت بیمه آلیانز آمریکای شمالی نزدیک به ۲۰۰۰ کارمند را در استخدام خود دارد.
بازوی سرمایه‌گذاری آلیانز، در ایالات متحده؛ آجی‌آی (یا سرمایه‌گذاران جهانی آلیانز) است. این شرکت، مالک شرکت مدیریت سرمایه‌گذاری پسیفیک می‌باشد، که معمولاً به نام پیمکو شناخته می‌شود.
پیمکو نیز، از دو بخش بنام آرسی‌ام که در مدیریت سرمایه اشتغال دارد و ان‌اف‌جی که مجمع حقوقی صاحبان سهام این شرکت می‌باشد، تشکیل شده‌است.

## حمایت‌های مالی

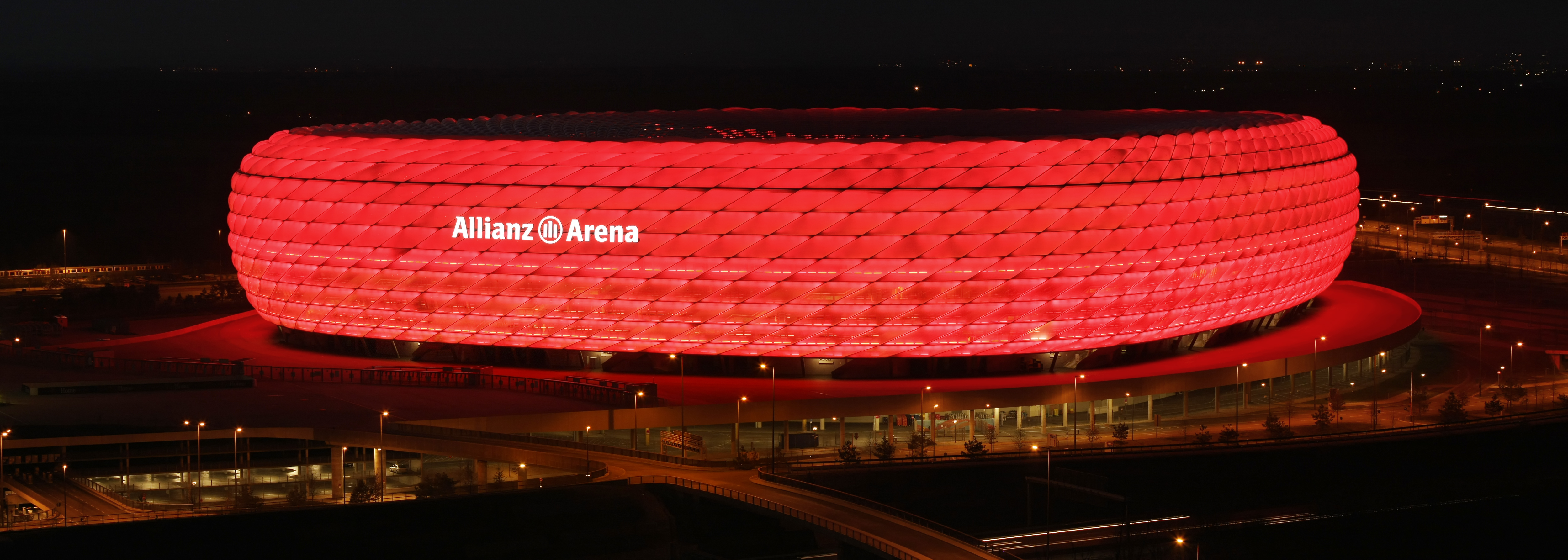
استادیوم آلیانتس آرنا در شهر مونیخ

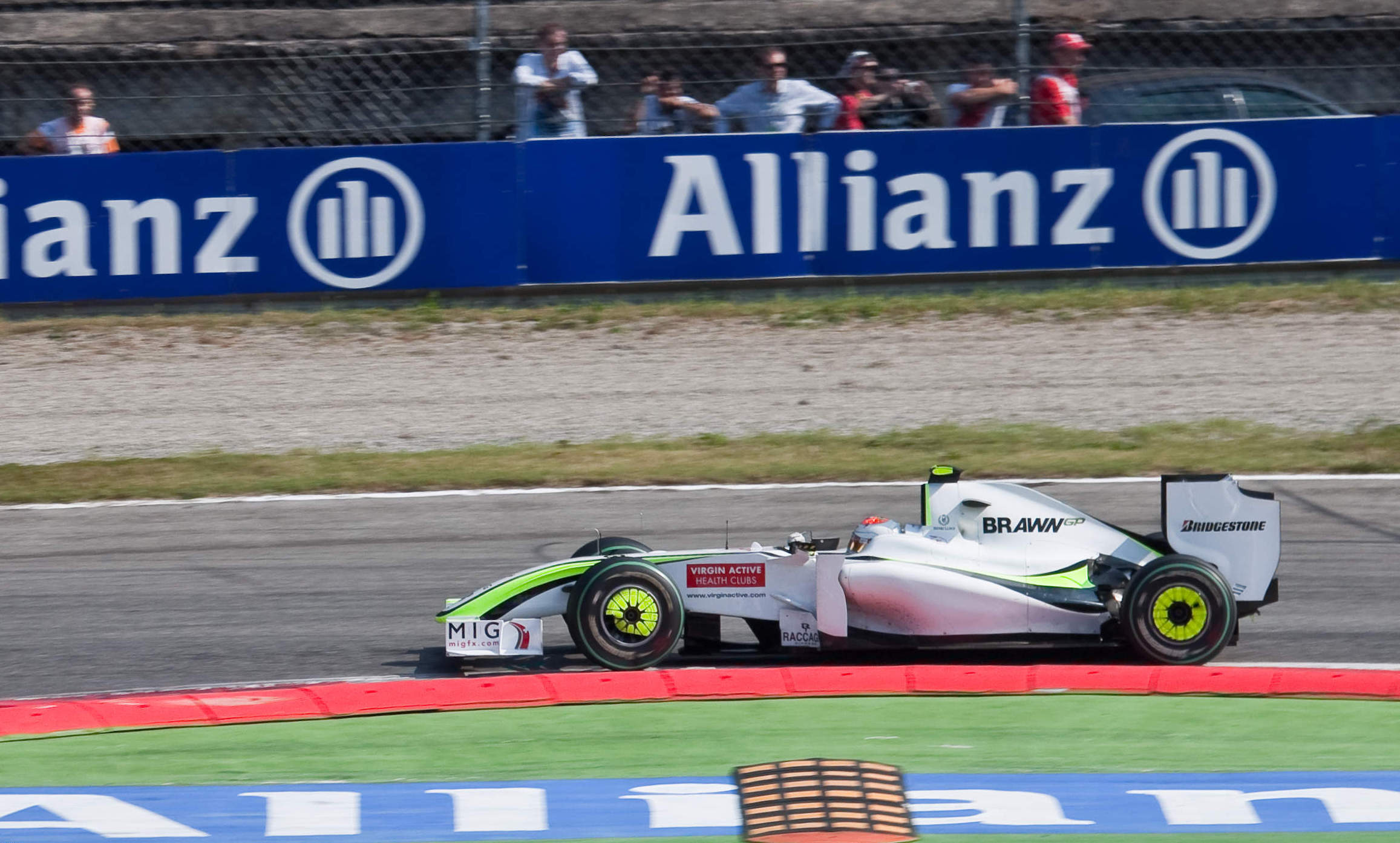
تبلیغات آلیانتس، در مسابقات گرند پریکس

### فوتبال
آلیانز، مالک ورزشگاه آلیانتس آرنا است، که یک استادیوم فوتبال در شمال شهر مونیخ، آلمان می‌باشد. دو تیم فوتبال حرفه‌ای شهر مونیخ، یعنی بایرن مونیخ و مونیخ ۱۸۶۰، از شروع فصل ۲۰۰۵–۲۰۰۶ بازی‌های خانگی خود را، در آلیانز آرنا انجام می‌دهند.
قبل از تأسیس این استادیوم، بایرن مونیخ از سال ۱۹۷۲ و مونیخ ۱۸۶۰ از سال ۱۹۹۰ بازی‌های خانگی خود را در استادیوم المپیک مونیخ انجام می‌دادند.

### اتومبیلرانی
آلیانتس از سال ۲۰۰۰ به عنوان اسپانسر و سرمایه‌گذار، وارد مسابقات فرمول یک شد. نخست به‌عنوان یک اسپانسر برای تیم؛ ای‌تی‌اندتی ویلیامز اف۱ و از سال ۲۰۱۱ به عنوان اسپانسر تیم مرسدس جی‌پی پتروناس در این مسابقات حضور دارد.

## سرمایه‌گذاری‌های راهبردی

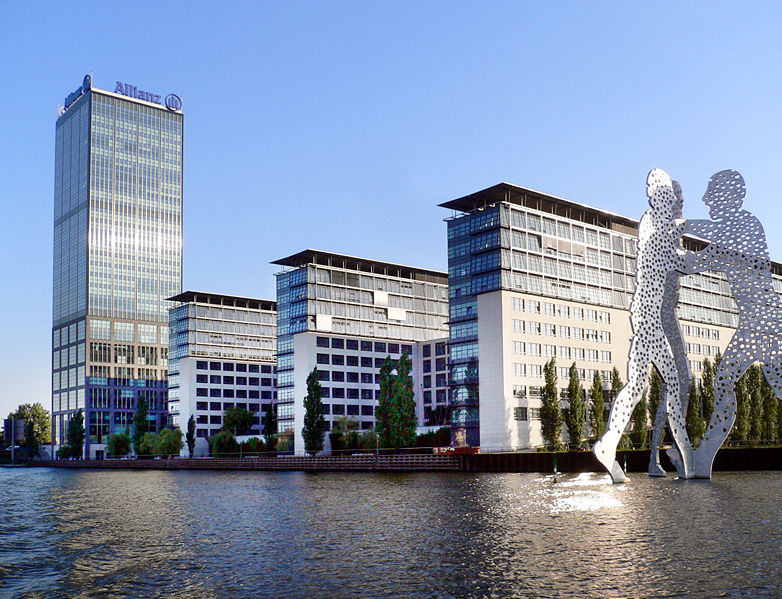
مجموعه آلیانتس در برلین

شرکت آلیانتس در شرکت‌های فراوانی دارای سرمایه‌گذاری و سهام می‌باشد. این شرکت‌ها در صنایع مختلفی فعالیت می‌کنند، ولی بخشی از سرمایه‌گذاری‌های آن، که مدیریت کمپانی آلیانتس از آن‌ها به‌عنوان سرمایه‌گذاری‌های استراتژیک یاد می‌کند، به صورت زیر می‌باشند:
| نام شرکت                  | دفتر مرکزی      | میزان سهام | صنعت          |
| ------------------------- | --------------- | ---------- | ------------- |
| ب ام و                    | مونیخ، آلمان    | ۵٪ درصد    | خودروسازی     |
| بانک سرمایه‌گذاری پرتغال   | پورتو، پرتغال   | ۲٫۸٪ درصد  | خدمات مالی    |
| کونتیننتال آ گ            | هانوفر، آلمان   | ۵٪ درصد    | قطعات خودرو   |
| کردی اگریکول              | پاریس، فرانسه   | ۲٫۳٪ درصد  | خدمات مالی    |
| ا.آن                      | دوسلدورف، آلمان | ۳٫۵٪ درصد  | برق           |
| یونی‌کردیت                 | میلان، ایتالیا  | ۴٫۹٪ درصد  | خدمات مالی    |
| فرزنیوس                   | هامبورگ، آلمان  | ۹٫۷۴٪ درصد | تجهیزات پزشکی |
| بانک صنعتی و بازرگانی چین | پکن، چین        | ۲٬۳٪ درصد  | خدمات مالی    |
| هایدلبرگر دروکماشینن      | هایدلبرگ، آلمان | ۱۲٪ درصد   | مهندسی        |
| لینده                     | مونیخ، آلمان    | ۱۲٫۳٪ درصد | صنایع شیمیایی |
| توتال                     | پاریس، فرانسه   | ۱٫۲٪ درصد  | نفت و گاز     |
| بایرسدورف                 | هامبورگ، آلمان  | ۲٫۸۸٪ درصد | داروسازی      |
| میونیک ره                 | مونیخ، آلمان    | ۱٫۹٪ درصد  | بیمه اتکایی   |
| ار وه ئه                  | اسن، آلمان      | ۴٫۴٪ درصد  | برق           |
| زیمنس                     | مونیخ، آلمان    | ۱٫۳٪ درصد  | الکترونیک     |

## شرکت‌های تابعه

### پیمکو
پیمکو، شرکت خدمات مالی آمریکایی چندملیتی است، که از شرکت‌های تابعه آلیانتس به‌شمار می‌آید و با سرمایه در گردشی، معادل ۲ تریلیون دلار، به‌عنوان بزرگترین شرکت در زمینه مدیریت سرمایه‌گذاری در جهان شناخته می‌شود.
شرکت پیمکو در سال ۱۹۷۱ با سرمایه ۱۲ میلیون دلار، راه‌اندازی شد و در سال ۲۰۰۰ توسط شرکت آلیانتس خریداری گردید. این شرکت اکنون با دارایی ۲۴۲٫۷ میلیارد دلار، مالک بزرگترین صندوق سرمایه‌گذاری مشترک در جهان می‌باشد. دفتر مرکزی شرکت پیمکو در شهر نیوپورت بیچ، کالیفرنیا، ایالات متحده آمریکا قرار دارد.

### آلیانتس فرانسه
آلیانتس فرانسه، شرکت بیمه فرانسوی است، که در سال ۱۸۱۸ تحت نام شرکت بیمه عمومی فرانسه (به‌اختصار: ای‌جی‌اف) تأسیس گردید. اکثریت سهام این شرکت در سال ۱۹۹۸ توسط شرکت آلیانتس خریداری شد و تا ماه ژوئیه سال ۲۰۰۷ آلیانتس، مالکیت ۱۰۰٪ درصد سهام ای‌جی‌اف را بدست آورد. سپس نام شرکت را به آلیانتس فرانسه تغییر داد، که در پی آن این شرکت از فهرست بازار بورس اوراق بهادار پاریس خارج شد.

### اویلر هرمس
اویلر هرمس، شرکت خدمات مالی فرانسوی چندملیتی است، که تمرکز اصلی آن، در حوزه بیمه بوده و طیف وسیعی از خدمات بیمه عمر، بیمه اتکایی و غیره را ارائه می‌نماید. شرکت اویلر هرمس در سال ۱۸۹۳ تأسیس گردید و در سال ۱۹۲۷ توسط شرکت بیمه فرانسوی ای‌جی‌اف خریداری شد. در ۱۹۹۷ در پی خریداری ای‌جی‌اف توسط شرکت آلیانتس، اویلر هرمس نیز به یکی از شرکت‌های تابعه آلیانتس تبدیل شد.
دفتر مرکزی این شرکت در شهر پاریس قرار دارد و سهام آن در بازار بورس یورونکست پاریس معامله می‌شود. شرکت اویلر هرمس در حال حاضر دارای عملیات در ۵۴ کشور جهان می‌باشد.

### کومرتس‌بانک
کومرتس‌بانک، بانک بین‌المللی است، که پس از دویچه بانک، دومین بانک بزرگ در کشور آلمان به‌شمار می‌آید. شعبه مرکزی کومرتس‌بانک، در شهر فرانکفورت، آلمان قرار دارد و بخش عمده سهام آن، متعلق به شرکت‌های «آلیانتس» (۲۵٪)، «اتات آلماگنه» (۱۴٪) و «جنرالی گروپ» (۸٫۸۰٪) می‌باشد.

## مدیریت ارشد
از تاریخ ۲۹ آوریل ۲۰۰۳ تاکنون مایکل دیکمان به‌عنوان مدیر عامل اجرایی آلیانتس فعالیت می‌نماید. از ۹ مه ۲۰۱۲ هلموت پیرلت نیز رئیس هیئت مدیره این شرکت می‌باشد.
در فهرست زیر اسامی کلیه مدیرعامل‌های آلیانتس و سال‌های فعالیت هر یک، از آغاز فعالیت این شرکت، تاکنون ذکر شده‌است.
| نام               | آغاز | پایان  |
| ----------------- | ---- | ------ |
| کارل فان تیمه     | ۱۸۹۰ | ۱۹۰۴   |
| پل فان در ناهمر   | ۱۸۹۴ | ۱۹۲۱   |
| کورت اشمیت        | ۱۹۲۱ | ۱۹۳۳   |
| هانس هیب          | ۱۹۳۳ | ۱۹۴۸   |
| هانس گودفروی      | ۱۹۴۸ | ۱۹۶۱   |
| آلفرد هاس         | ۱۹۶۲ | ۱۹۷۱   |
| ولفگانگ شیرن      | ۱۹۷۱ | ۱۹۹۱   |
| هنینگ شالته-نوئله | ۱۹۹۱ | ۲۰۰۳   |
| مایکل دیکمان      | ۲۰۰۳ | تاکنون |